# Almaden Valley
Almaden Valley (souvent appelé Almaden) est une banlieue de 37 000 habitants, au sud-ouest de San José (Californie). Située au Sud Est de la ville de Los Gatos, elle est nommée ainsi en l'honneur des mines de mercure de New Almaden (en).